# Aida Garifullina
Aida Emilevna Garifullina (tiếng Nga: Аида Эмилевна Гарифуллина, tiếng Tatar: Аида Эмил кызы Гарифуллина) (sinh ngày 30 tháng 9 năm 1987) là một giọng nữ cao trữ tình của Nga. Cô là người chiến thắng trong cuộc thi Operalia 2013 và đã góp mặt trong một số sản phẩm được dàn dựng tại Nhà hát Mariinsky, St. Petersburg và Wiener Staatsoper. Cô có một hợp đồng thu âm với Decca Records.

## Tiểu sử và sự nghiệp âm nhạc

### Thuở nhỏ
Aida Garifullina sinh năm 1987 trong một gia đình Tatar  tại Kazan, thủ đô của Cộng hòa Tatarstan. Cha cô là Emil Damirovich Garifullin, và mẹ cô là Layla Ildarovna Garifullina  (một nhạc trưởng hợp xướng) hiện đang là Giám đốc của Trung tâm Âm nhạc đương đại Sofia Gubaidulina. Ngay từ nhỏ, mẹ cô đã có ảnh hưởng đến sự phát triển âm nhạc của mình và có nhiều công trong sự phát triển sự nghiệp của cô. Năm 18 tuổi, cô chuyển đến Nisberg để học nhạc.
Năm 2007, cô gia nhập Đại học Âm nhạc và Nghệ thuật biểu diễn Vienna với sự hướng dẫn của Claudia Visca. Hai năm sau, Garifullina xuất hiện lần đầu với vai Despina trong tác phẩm " Così fan tutte " của Mozart. Năm 2010, cô đã giành chiến thắng trong cuộc thi ca sĩ Hồi giáo Magomayev, ở Moscow. Sau khi tốt nghiệp vào năm 2011, cô đã biểu diễn trong lễ bế mạc Đại học Mùa hè XXVI ở Thâm Quyến, và hát một bản song ca với Alessandro Safina ở Kazan.
Vào năm 2012, Garifullina đã hát tại lễ khai mạc Nhà Nga tại Thế vận hội mùa hè XXX ở London. Tại London, cô làm quen với Valery Gergiev, giám đốc nghệ thuật của Nhà hát Mariinsky ở St. Petersburg. Vào tháng 1 năm 2013, cô xuất hiện lần đầu trên sân khấu Nhà hát Mariinsky trong vai trò của Susanna trong Opera Buffa của Mozart's Cuộc Hôn nhân của Figaro. Sau đó, cô đã thêm vào tiết mục của mình vai trò của Gilda (Rigoletto) và Adina (L'elisir d'amore).
Vào tháng 7, với tư cách là Đại sứ của Universiade, cô đã hát tại Lễ khai mạc Universiade Mùa hè 2013 tại Kazan. Cô cũng đã biểu diễn tại lễ bế mạc "Universiade văn hóa" với Dàn nhạc kịch Mariinsky. Buổi biểu diễn được thực hiện bởi Valery Gergiev.

### Operalia năm 2013 và sự nghiệp tiếp theo
Sự nghiệp của Garifullina đã nhận được một sự thăng tiến đáng kể khi cô giành được giải nhất tại Operalia 2013. Tại cuộc thi, có arias của Nanetta (Falstaff), Snow Maiden (The Snow Maiden), Susanna (Le nozze di Figaro) và Giulietta (I Capuleti ei Montecchi). Vào tháng 10, cô được trao danh hiệu "Nghệ sĩ được vinh danh của Cộng hòa Tatarstan" và Giấy khen của Tổng thống Cộng hòa Tatarstan.
Trong năm 2013 và 2014, cô đã được đặc cách trong một số màn trình diễn nổi bật, bên cạnh những người như Jose Carreras, Plácido Domingo và Dmitry Hvorostovsky. Năm 2014, cô biểu diễn tại Rosenblatt Recitals được tổ chức tại Hội trường Wigmore, London. 2015 cô ký hợp đồng thu âm với Decca Records.

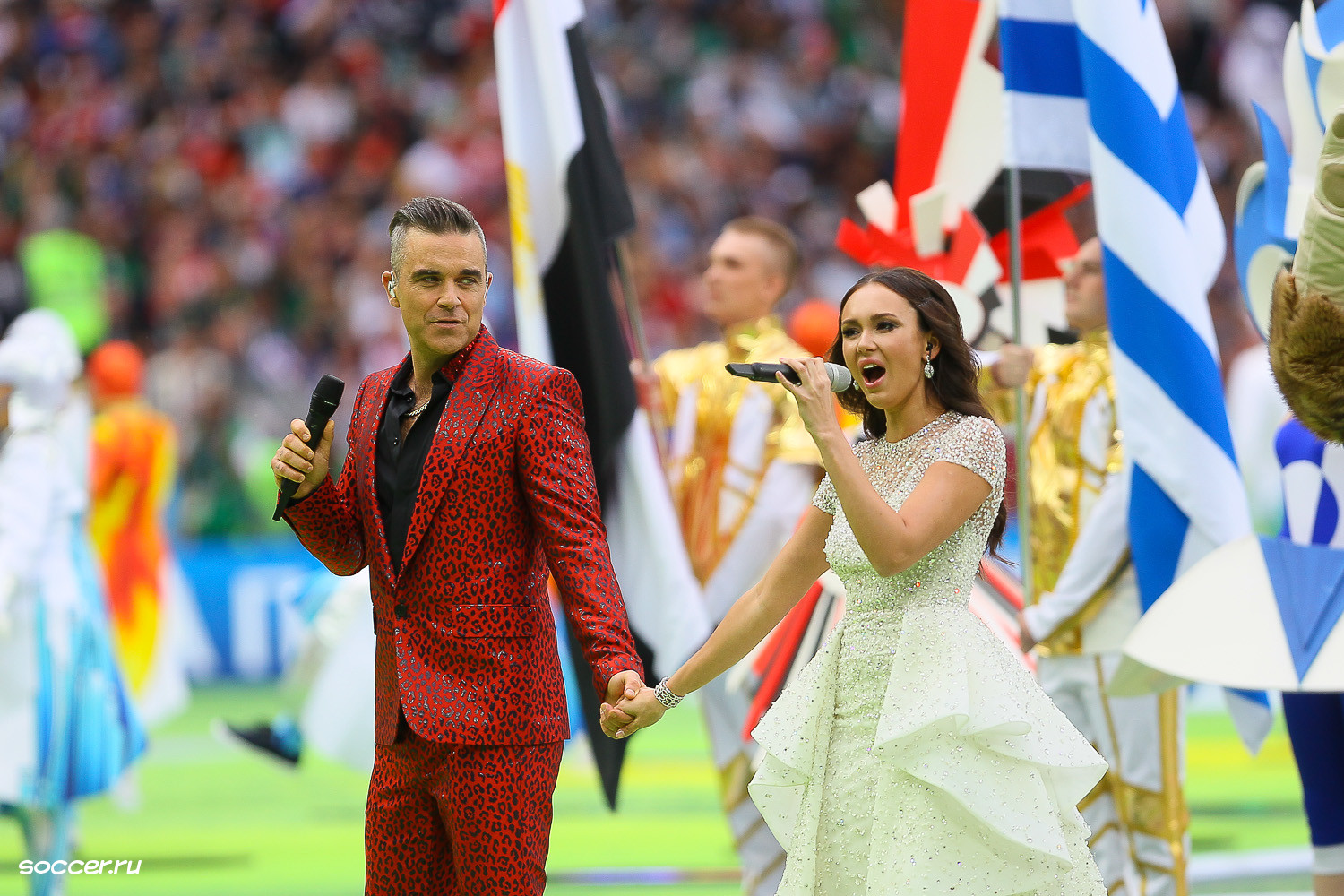
Robbie Williams và Garifullina hát bản Angels tại lễ khai mạc FIFA World Cup 2018

Kể từ đầu mùa giải 2014/2015, cô là thành viên của Nhà hát Opera Quốc gia Vienna. Cô miêu tả ngôi sao soprano Pháp-Mỹ Lily Pons và biểu diễn "The Bell Song" từ Delibes' opera Lakme trong bộ phim Florence Foster Jenkins năm 2016. Vào tháng 2 năm 2017, cô phát hành một album trên Decca, trong đó có 15 bản arias được ghi lại với Dàn nhạc Giao hưởng Radio ORF của đạo diễn Cornelius Meister.
Vào ngày 13 tháng 6 năm 2018, Garifullina biểu diễn tại buổi dạ tiệc khai mạc FIFA World Cup 2018 được tổ chức tại Quảng trường Đỏ ở Moscow. Cô đã biểu diễn cùng Anna Netrebko, Juan Diego Florez và Placido Domingo và Dàn nhạc kịch Mariinsky do Valery Gergiev thực hiện. Vào ngày 14 tháng 6, Garifullina đã biểu diễn tại lễ khai mạc FIFA World Cup 2018 được tổ chức tại sân vận động Luzhniki ở Moscow. Cô biểu diễn bản song ca "Angels" với ca sĩ nhạc pop người Anh Robbie Williams.

## Đời tư
Garifullina có một anh trai tên Rem. Garifullina là một bà mẹ đơn thân nuôi một cô con gái Olivia sinh năm 2016. Mặc dù cô được biết là đã hẹn hò với tay vợt Marat Safin trong một hoặc hai năm từ 2016 đến 2017, cha của cô con gái Olivia không được xác định. Huấn luyện viên giọng hát của cô trong 2 năm khi học tại Vienna năm 2007 là Claudia Visca, giọng soprano người Mỹ. Người soprano opera nổi tiếng được cô yêu thích là Anna Moffo.

## Tiết mục
- G. Donizetti - Don Pasquale, Norina
- G. Donizetti - L'elisir d'amore, Adina
- P. Eötvös - Tri sestri, Irina
- F. Halévy - La Juive, Công chúa Eudoxie
- WA Mozart - Người hâm mộ Così, Despina
- WA Mozart - Don Giovanni, Zerlina
- WA Mozart - Le nozze di Figaro, Susanna
- WA Mozart - Die Zauberflöte, Pamina
- SS Prokofiev - Chiến tranh và Hòa bình, Natasha Rostova
- G. Puccini - La bohème, Musetta
- NA Rimsky-Korsakov - Gà trống vàng, Nữ hoàng Shemakha
- G. Rossini - L'italiana ở Algeri, Elvira
- G. Verdi - Un ballo in maschera, Oscar
- G. Verdi - Falstaff, Nannetta
- G. Verdi - Rigoletto, Gilda

## Danh sách dĩa bình chọn
- Aida Garifullina (2017)